# Pfarrkirche Bad Wimsbach-Neydharting

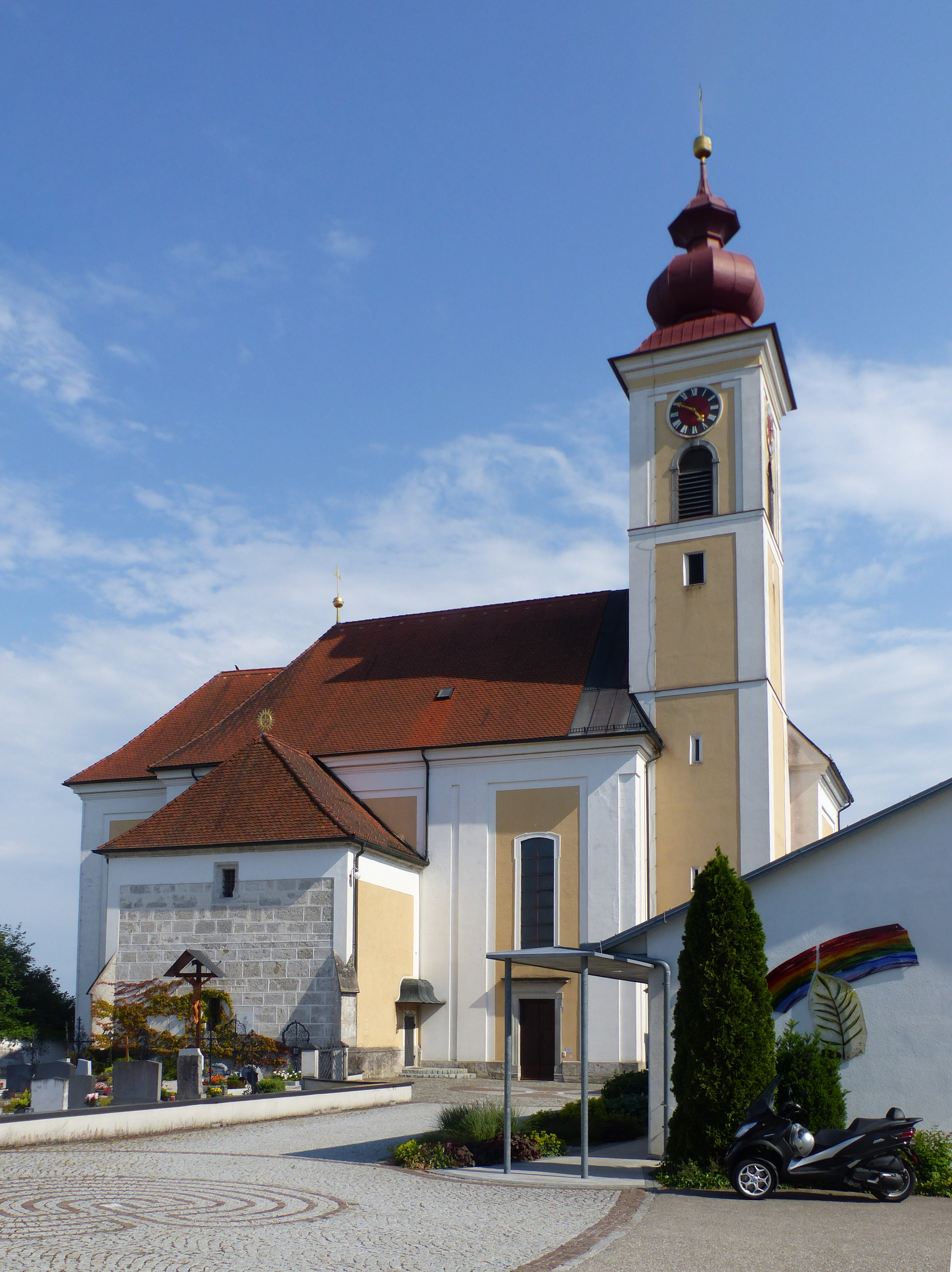
Pfarrkirche St. Stephan, Ansicht von Nordwesten

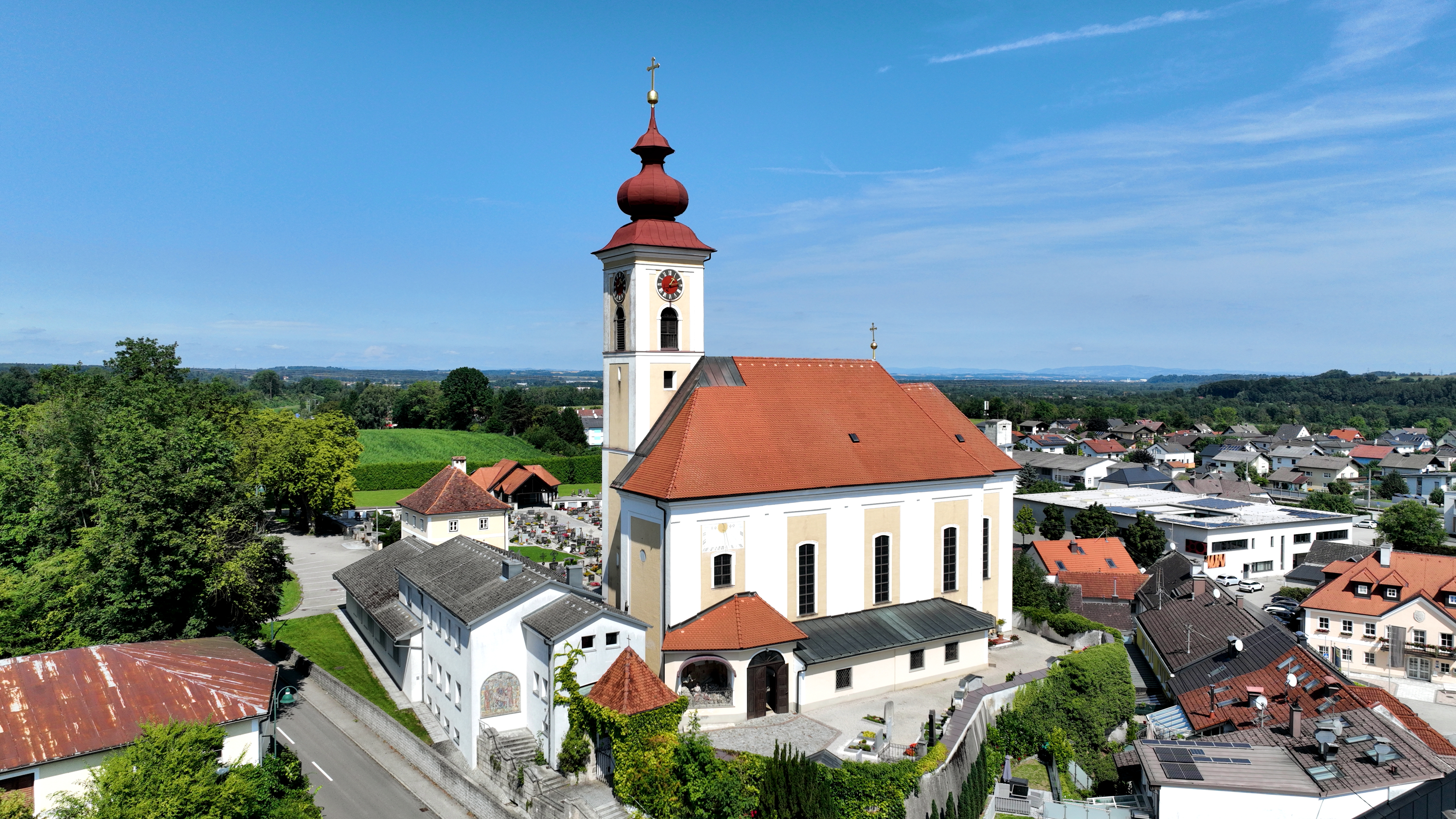
Südwestansicht der Pfarrkirche

Die Pfarrkirche Bad Wimsbach-Neydharting ist eine römisch-katholische Kirche in der Ortschaft Bad Wimsbach der Gemeinde Bad Wimsbach-Neydharting im oberösterreichischen Bezirk Wels-Land. Sie ist dem heiligen Stephanus geweiht und gehört zum Dekanat Gmunden in der Diözese Linz. Das Patrozinium wird alljährlich am 3. August (Auffindung der Gebeine des Stephanus in Jerusalem) begangen. Das barocke Kirchengebäude steht unter Denkmalschutz.

## Geschichte
Wimsbach gehörte im Hochmittelalter zum Besitz der Grafen von Lambach. Mit dem Tod von Bischof Adalbero von Würzburg starb diese Familie im Mannesstamm aus, und ihr Besitzungen gingen zum Teil an das Hochstift Würzburg sowie an das von Adalbero 1056 gegründete Benediktinerkloster in Lambach. Wimsbach kam dabei an die Würzburger Diözese, die es um 1220 an den Babenbergerherzog Leopold VI. veräußerte. Das Pfarrrecht in Wimsbach lag wohl anfangs beim Bistum Passau. Bischof Ulrich von Passau überließ Wimsbach, 1220 zu einer eigenständigen Pfarrei erhoben, dem Passauer Augustinerchorherrenstift St. Nikola, zu dem es bis zur Säkularisierung im Jahr 1803 gehörte.

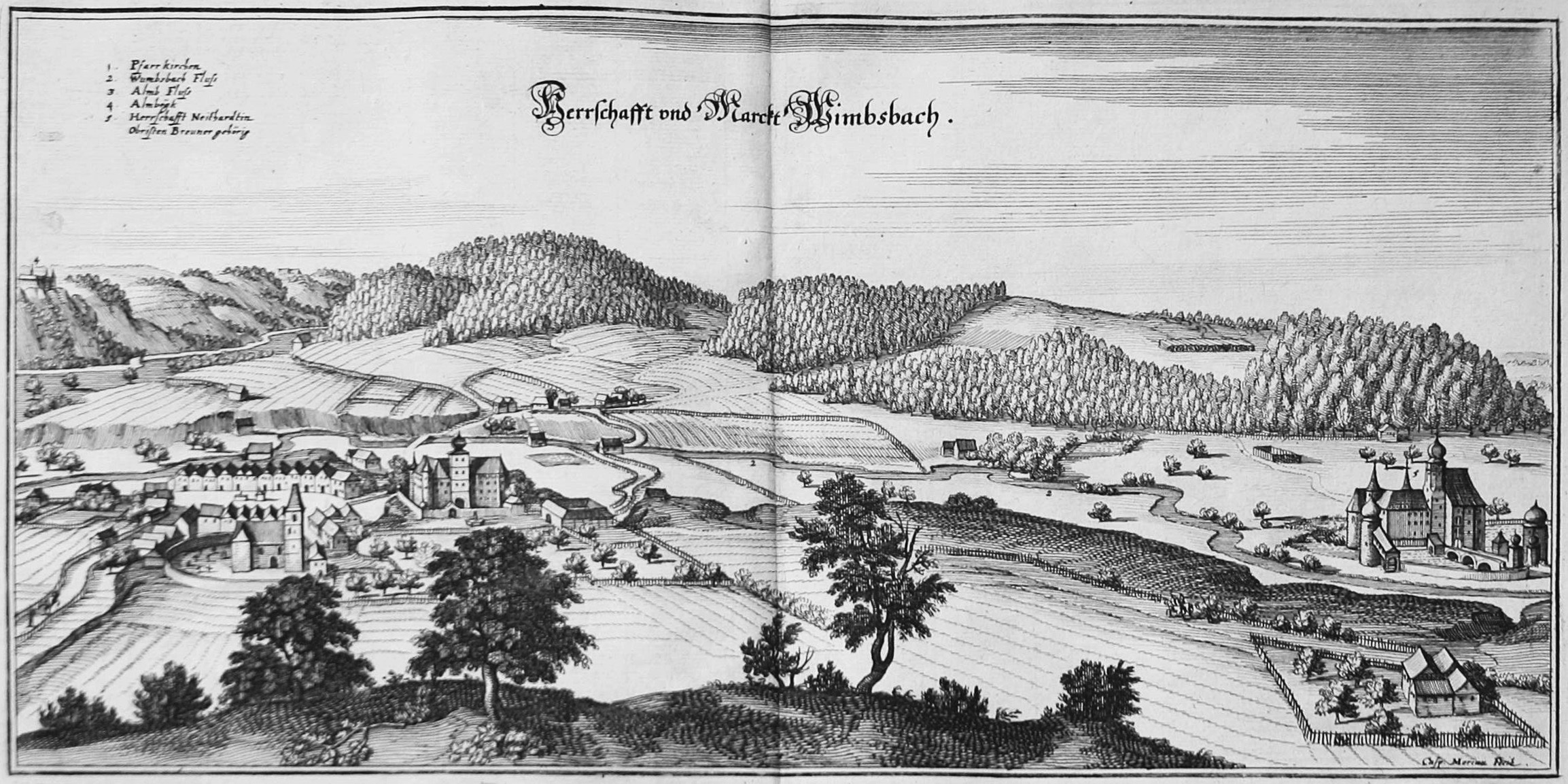
Abbildung von Wimsbach mit Kirche und Schloss auf einem Stich von Matthäus Merian, 1679

In der zweiten Hälfte des 15. Jahrhunderts wurde eine gotische Vorgängerin der heutigen Kirche gebaut, die vermutlich auf einem romanischen Erstbau errichtet stand. Am 30. März 1688 begannen unter Pfarrer Irmel, einem Chorherrn St. Nikolas, Arbeiten zum Neubau des heutigen, barocken Kirchengebäudes, in den einige Teile des gotischen Vorgängerbaus mit einbezogen wurden. Die Pläne dazu stammten vermutlich von Carlo Antonio Carlone, der auch für das Stift St. Nikola tätig war. Nach der Vollendung im Jahr 1691 folgten die Arbeiten für die Innenausstattung: Der Hochaltar, die Kanzel und der erste Seitenaltar wurden 1692 errichtet, 1693 erfolgte der Aufbau des zweiten Seitenaltars. Um 1740 entstand eine Empore mit Oratorium, zudem schaffte die Kirchengemeinde 1752 eine Orgel an, die um 1880 von Johann Lachmayr in Linz umgebaut wurde.
Als am 22. Juli 1783 ein Blitz in den Kirchturm einschlug, brannte dessen Helm ab. Das anschließend installierte provisorische Turmdach wurde 1804 durch die heutige Zwiebelhaube (Welsche Haube) ersetzt. Ansonsten überstand die Kirche die Napoleonischen Kriege (1800–1814) und einen weiteren Blitzeinschlag 1844, der einen großen Teil der Ortschaft verwüstete, unbeschadet. 1864 mussten die Holzschindeln des Turmdachs erneuert werden, und in den Jahren 1887/1888 erfolgte unter Pfarrer Josef Watzinger eine erste Renovierung der Innenausstattung. Dabei erhielten die Altäre, die Kanzel, die Chorbrüstung und die Oratoriumsempore eine Instandsetzung. Unter demselben Pfarrer erfolgte 1912 auch die Renovierung des Kirchenäußeren, bei der unter anderem der Turm seine heutige Eindeckung mit verzinktem Eisenblech bekam. 1917 mussten zwei der vier Kirchenglocken zu Kriegszwecken abgeliefert werden, die beiden gotischen Glocken wurden wegen ihres hohen Alters nicht requiriert. Ersatz kam 1922 mit zwei großen Glocken aus Stahl, die von den Böhler-Werken in Kapfenberg geliefert und am 15. November 1922 vom damaligen Lambacher Abt Zölestin Baumgartner geweiht wurden.
Im Jahr 1925 brachte der Kirchenmaler Engelbert Daringer ornamentale Malereien an den Wandpfeilern und der Decke an. Diese wurden aber bei einer umfassenden Restaurierung in der Zeit von 1986 bis 1988 fast vollständig wieder beseitigt. Auch die barocke Oratoriumsempore wurde dabei entfernt. Im Zuge der Restaurierungsarbeiten wurde das Erdgeschoß der Sakristei zu einer Werktagskapelle umgestaltet und an der Südseite der Kirche eine neue Sakristei angebaut. Dabei entdeckte man unter dem heutigen Erdniveau ein Gewölbe mit Säulen, das vermutlich von dem romanische Ursprungsbau stammt.

## Kirchengebäude

### Äußeres

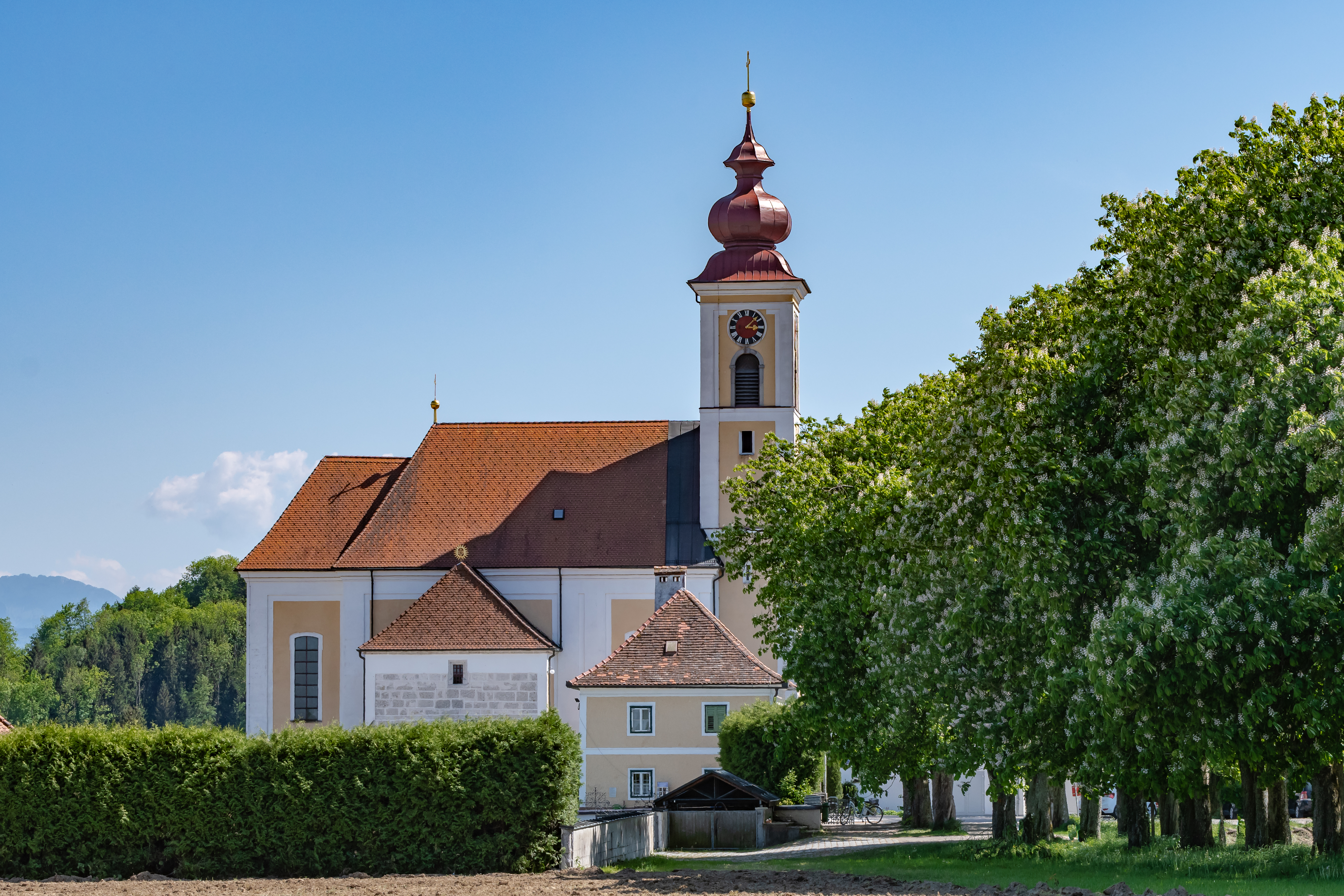
Ansicht der Kirche von Norden

Die Kirche ist eine schlichte Landkirche, die von einem Friedhof umgeben ist. Dessen südlicher Bereich war früher den Marktbürgern vorbehalten. Das Kirchengebäude ist ein verputzter Ziegelbau, dessen Mauerflächen gelblich und die Faschen sowie Fensterrahmungen weiß gestrichen sind. Einfache Putzbänder gliedern die Fassade. Langhaus und Chor besitzen abgewalmte Satteldächer. Der rechteckige Chor am Ostende des Langhauses mit fensterlosem Schluss ist leicht eingezogen und etwas niedriger als das Langhaus, dessen Inneres durch hohe Fenster mit Segmentbogenabschluss beleuchtet wird. Chor und Langhaus werden von dem 36 Meter hohen, quadratischen Kirchturm an der Nordwest-Ecke des Langhauses überragt.
Das äußere Erscheinungsbild der Kirche ist hochbarock, aber die unteren Turmgeschoße stammen von einem Vorgängerbau aus gotischer Zeit. Möglicherweise ist auch ein Teil der nördlichen Langhauswand von der Vorgängerin. Die gotischen Turmgeschoße (Erdgeschoß und erstes bis drittes Obergeschoß) weisen schmale Schlitzfenster auf. Die darüber liegende Glockenstube stammt aus der Barockzeit. Über ihren an allen vier Seiten befindlichen rundbogigen Schallfenstern ist jeweils ein Ziffernblatt zu sehen. Die Welsche Turmhaube ist von einem goldenen Turmknopf mit Kreuz bekrönt.

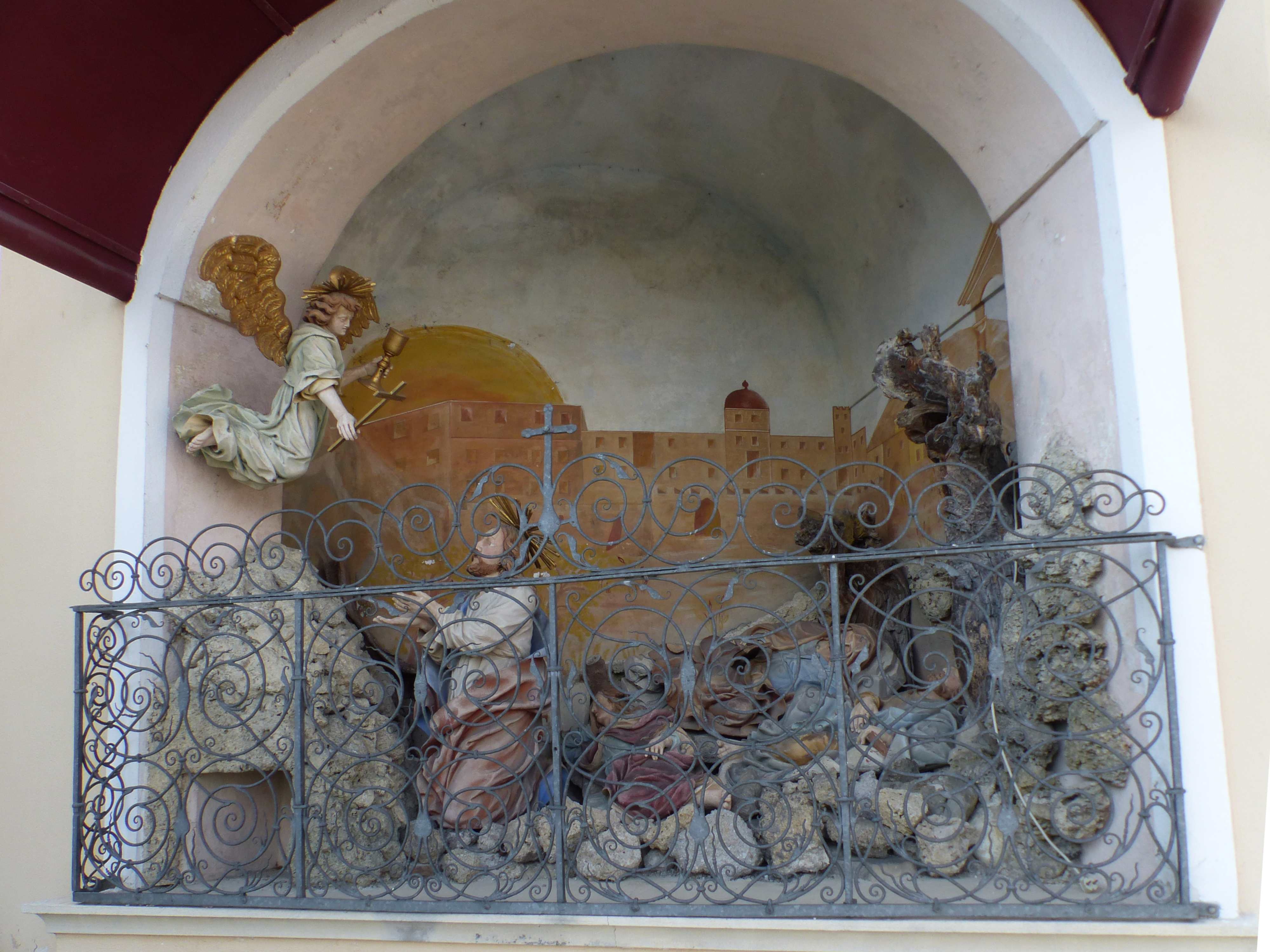
Ölbergnische

An der nördlichen Längsseite ist die zweigeschoßige, ehemalige Sakristei aus der Zeit der Spätgotik angebaut. Ihr Mauerwerk wurde bei der letzten Restaurierung steinsichtig belassen und ist von einem abgewalmten Satteldach abgeschlossen, das senkrecht zum Langhausdach steht. An beiden Ecken des Anbaus stehen übereck gestellte Strebepfeiler. Die Fenster in beiden Geschoßen sind mit Eisenstäben vergittert. Der südlichen Längsseite der Kirche ist eine Totenkapelle mit Pultdach angebaut. Sie ist von einer Tonne mit abgesetzten Stichkappen überwölbt. Die Eingangstür der Kapelle ist über einen kleinen Vorraum, der zugleich auch Vorhalle für die südliche, zweiflügelige Kirchentür ist, erreichbar. Diese Halle ist nach Süden mit weitem Korbbogen geöffnet und besitzt ein Kreuzgratgewölbe. Die Totenkapelle diente früher von Karfreitag bis zur Auferstehungsfeier als Betraum, heute ist sie jedoch verschlossen und nicht mehr zugänglich. Ihr Boden liegt um drei Stufen tiefer als jener der Vorhalle.
Zwischen Kirchturm und Vorhalle befindet sich an der südwestlichen Kirchenecke eine große korbbogige Nische mit einer Ölberggruppe. Die aus Holz geschnitzten und bemalten Figuren sind fast lebensgroß und stammen wohl aus dem ersten Drittel des 18. Jahrhunderts. Das untere Drittel der Nische ist mit einem Rankengitter abgeschlossen, das vom Ende des 17. Jahrhunderts stammt.

### Inneres
Das einschiffige Langhaus ist dreijochig und von Böhmischen Kappen überwölbt. Die Joche sind durch flache gekuppelte Gurtbögen voneinander geschieden. Diese lagern auf massiven Pfeilern mit wuchtigem, verkröpftem Gesims und ionischen Doppelpilastern. Der eingezogene Chor ist einjochig und gerade geschlossen. Sein Triumphbogen ist mit einer Psalminschrift und Darstellungen der sieben Sakramente verziert. Sie sind die einzigen Reste der durch Engelbert Daringer 1925 angebrachten Dekoration.
Eine Eisentür in der Nordmauer des Langhauses führt in die ehemalige Sakristei, deren Erdgeschoß in eine Werktagskapelle umgewidmet wurde. In ihrem Obergeschoß befand sich früher die Paramentenkammer. Beide Sakristeigeschoße sind mit einem 2½-jochigem Netzrippengewölbe ausgestattet. Im mittleren Joch des Langhauses befand sich früher auf Höhe des Kanzeldeckels an der Nordseite eine barocke Empore mit Oratorium. Diese wurde bei den Sanierungsarbeiten in den 1980er Jahren entfernt. Ihre hölzerne Brüstung fand – mit einigen neu gefertigten Ergänzungen – auf der Westempore der Kirche eine Wiederverwendung. Die Empore ragt halbelliptisch in den Raum hinein und wird von einer ionischen Säule getragen.

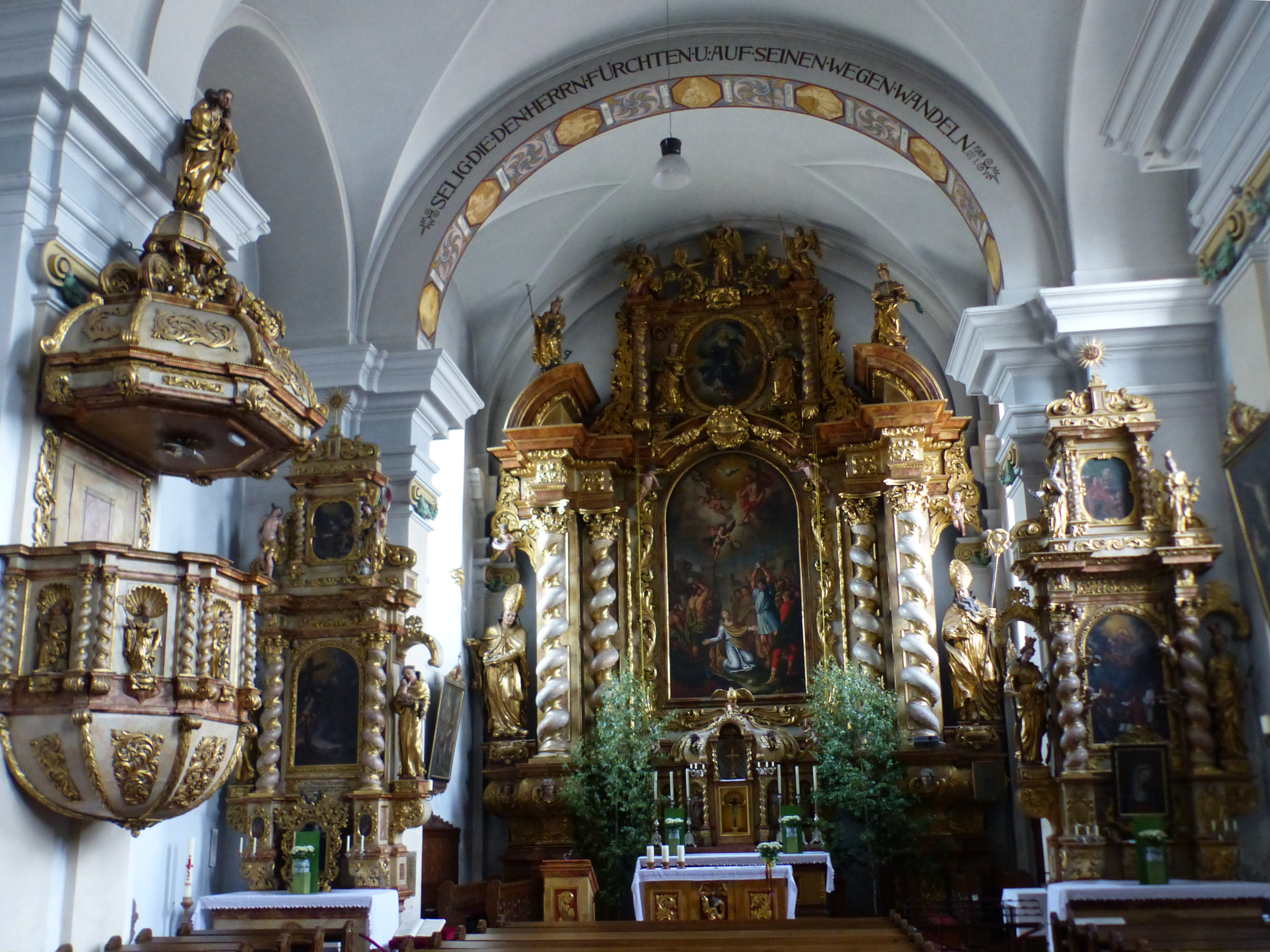
Innenansicht mit Blick zum Chor
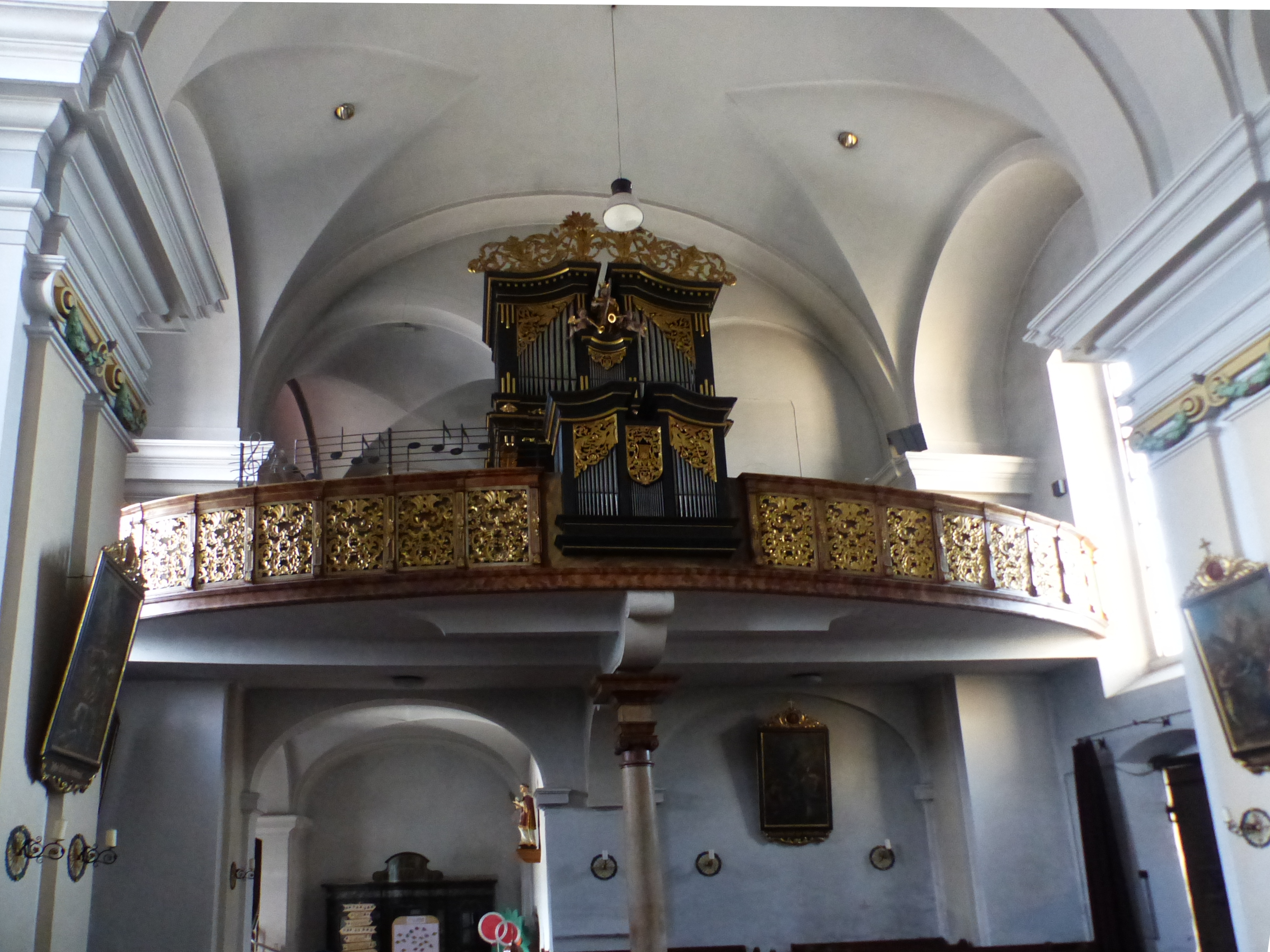
Orgelempore

## Ausstattung
Die Wimsbacher Pfarrkirche zeichnet sich besonders durch ihre sehr einheitliche Ausstattung aus. Sie stammt mehrheitlich vom Ende des 17. Jahrhunderts und wurde in den 1880er Jahren als auch von 1988 bis 1991 restauriert.

### Altäre

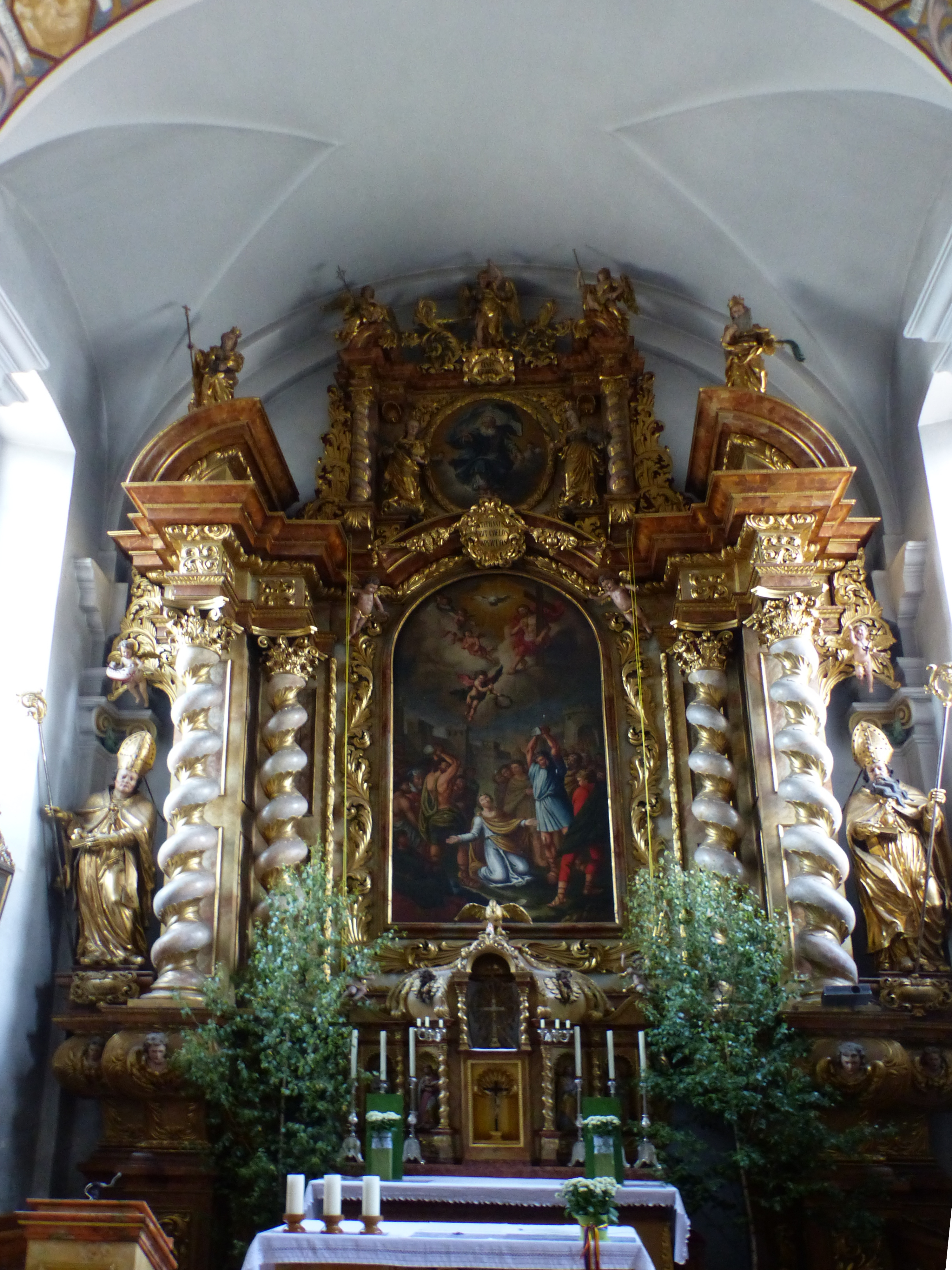
Hochaltar

Der in Gold und Brauntönen gehaltene Hochaltar wurde 1692 aufgestellt. Sein zweigeschoßiges, hölzernes Retabel nimmt die gesamte Breite des Chors ein und ist reich mit figürlichem Schmuck dekoriert, der wahrscheinlich aus der Werkstatt des Passauer Bildhauers Johann Matthias Högenwald († 1695) stammt. Auf der Mensa erhebt sich der barocke Dreh-Tabernakel in Form eines Tempels. Ihm schließen sich Seitenflügel mit Muschelnischen an, die mit Figuren der vier Evangelisten besetzt sind. Der Tabernakel stammt zwar aus der Zeit der Errichtung des Altars, er wurde jedoch später verändert, unter anderem durch die Ergänzung eines Expositoriums. Das Altargemälde zeigt die Steinigung des Stephanus und ist an beiden Seiten von je zwei gewundenen Säulen mit Kompositkapitellen und einer überlebensgroßen Figur flankiert, die auf Konsolen mit Engelsköpfen ruhen. Die Figuren stellen den heiligen Nikolaus und den heiligen Augustinus dar. Der Altarauszug zeigt neben einem elliptischen Gemälde von Gottvater die Figuren der vier weiblichen Heiligen Dorothea, Agnes, Margarethe und Cäcilia. Darüber thronen als Bekrönung des Altaraufbaus die Statue des Erzengels Michael mit den Erzengeln Gabriel und Raphael an seinen Seiten. Vor dem Hochaltar steht der schlichtere Volksaltar, dessen Stipes zeigt an der Frontseite die Figur des Evangelisten Johannes.
Die Seitenaltäre wurden in den Jahren 1692 und 1693 in der Kirche aufgestellt und gleichen sowohl im Aufbau als auch der Ornamentik dem Hochaltar. Der linke von ihnen ist Petrus von Alcantara gewidmet, der im Hauptgemälde des Retabels dargestellt ist. Es wird von gewundenen Säulen und den Statuen des Franz von Assisi sowie Antonius von Padua flankiert. An den Sockeln der Säulen finden sich die Wappen der Familien Starhemberg und der Grafen von Rindsmaul. Gemeinsam mit einer Inschrift weisen sie auf den Stifter des Altars, Franz Ottokar von Starhemberg, und seine Ehefrau Maria Cäcilia, geborene Gräfin von Rindsmaul, hin. Im Aufsatzgemälde ist die Namenspatronin der Stifter-Ehefrau, die heilige Cäcilia, dargestellt. Sie wird von den Statuen des heiligen Sebastians und des heiligen Florians flankiert. Der Altar ist bekrönt von einem Strahlenkranz und dem Nomen sacrum „IHS“.
Der rechte Seitenaltar ist Maria gewidmet. Entsprechend zeigt der bekrönende Strahlenkranz das Marienmonogramm. Herzstück des Altars ist die 1692 entstandene Kopie des Gnadenbildes der Madonna mit geneigtem Haupt, dessen Original im Karmelitenkloster Döbling aufbewahrt wird. Das Hauptgemälde des Retabels, das von den Statuen der heiligen Katharina und der heiligen Ursula flankiert ist, zeigt die Himmelfahrt Marias. Motiv des Auszugsgemäldes ist eine Anna selbdritt, die von den Figuren der heiligen Apollonia und der heiligen Barbara umrahmt ist. Inschriften erinnern an den Neubau und die Ausstattung der Kirche sowie an die Renovierung im 19. Jahrhundert.

### Kanzel

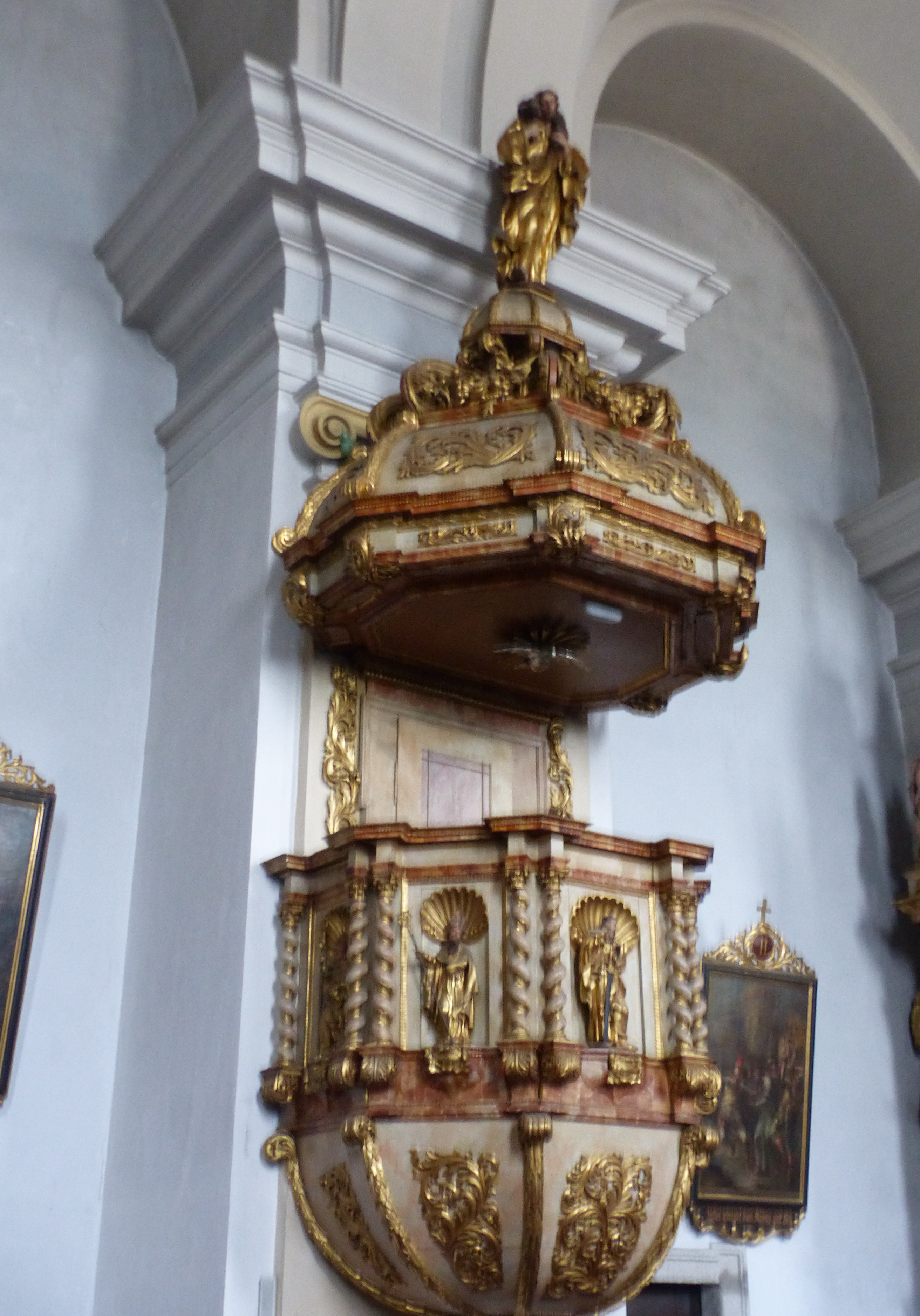
Kanzel

An einem der Pfeiler an der Nordwand des Langhauses ist die Kanzel von 1692 angebracht, die wie die Altäre vermutlich aus der Högenwald-Werkstatt stammt. Der Zugang zu ihr ist heute erschwert, denn sie war früher über eine Treppe von der ehemaligen Sakristei aus erreichbar, doch diese Treppe wurde im Zuge der letzten Restaurierung abgerissen. Der Kanzelkorb und der Kanzelschalldeckel haben die Form von fünf Teilen eines Achtecks. Die Ecken des Korbs sind mit gewundenen Säulchen besetzt. Dazwischen liegen Muschelnischen, in denen die Statuetten des Apostels Paulus und der vier abendländischen Kirchenväter Ambrosius, Hieronymus, Augustinus und Gregor des Großen stehen. Auf dem kuppelartigen Aufsatz des Schalldeckels thront die Figur des Guten Hirten. Der figurale Schmuck ist etwas älter als die Kanzel selbst und wurde vielleicht erst Anfang des 18. Jahrhunderts angefertigt.

### Orgel
Die auf der Westempore stehende Orgel besitzt 16 Register und wurde 1974 in der Werkstatt Gregor Hradetzkys geschaffen. Sie ist in ein schwarzes Orgelgehäuse von 1752 eingebaut, das aber klassizistische Formen zeigt und 1880 verändert wurde. Der Prospekt ist reich mit geschnitzten Akanthusranken verziert, die – wie alle ornamentalen Teile – vergoldet sind. In seiner Mitte ist eine Statue König Davids mit Harfe angebracht, die von Posaunenengeln begleitet wird.
Die Orgel wurde 1976 von Weihbischof Wagner eingeweiht.

### Sonstige Ausstattung
Direkt unter der Kanzel befindet sich eine Gruft, die mit einer Granitplatte abgedeckt ist. Dabei handelt es sich vermutlich um die Grablege der beiden Pfarrherren Max Schaupuecher und Mathias Mayr, an die Tafeln zu beiden Seiten des Chors erinnern.
Rechts neben der Kanzel steht an der Tür zur Werktagskapelle ein kreisrundes Taufbecken aus gotischer Zeit. Es ist 99 Zentimeter hoch und aus rotbraunem Marmor gefertigt. Sein hölzerner Deckel stammt vom Anfang des 18. Jahrhunderts und hat die Form einer zwölfseitigen Kuppel. Sie zeigt die geschnitzte Darstellung der Taufe Jesu am Jordan.
In der heute als Wochentagskapelle genutzten ehemaligen Sakristei ist eine Pietà aufgestellt, die ebenfalls zu Beginn des 18. Jahrhunderts geschaffen wurde.
Im Langhaus ist ein Kreuzweg eingerichtet, der gegen den Uhrzeigersinn konzipiert ist. Die barocken Gemälde des Wegs stammen aus der Werkstatt des Welser Malers Wolfgang Andreas Heindl (* 1693–1757) und wurden 1735 geschaffen.
Unter der Orgelempore steht ein Beichtstuhl aus dem dritten Viertel des 18. Jahrhunderts. Das Gemälde in seinem geschwungenen Aufsatz stellt die Fußsalbung Christi durch Maria Magdalena dar.

## Geläut
Das Geläut der Bad Wimsbacher Pfarrkirche besteht aus fünf Glocken, die zu unterschiedlichen Zeiten geschaffen wurden. Die beiden ältesten stammen aus der Zeit der Gotik und wurden im Jahr 1479 von einem unbekannten Meister gegossen. Sie besitzen Durchmesser von 97 und 81 Zentimetern und weisen am oberen Rand jeweils eine Inschrift mit gotischen Minuskeln sowie das Jahr ihres Gusses auf. Als Ersatz für zwei 1917 requirierte, barocke Glocken (eine davon 1779 von Jakob Hagenauer in Steyr gegossen) schaffte die Kirchengemeinde 1922 zwei große Stahlglocken von den Böhler-Werken an. Als letztes kam 1923 die kleine, sogenannte Sterbeglocke aus Bronze hinzu. Sie stammt aus der bekannten Glockengießerei St. Florian und wurde am 8. April 1923 eingeweiht.
| Nr. | Name              | Material | Durchmesser | Nominal | Gussjahr |
| --- | ----------------- | -------- | ----------- | ------- | -------- |
| 1   | Gotische Glocke 1 |          | 97 cm       | f′      | 1479     |
| 2   | Gotische Glocke 2 |          | 81 cm       | as′     | 1479     |
| 3   | Stahlglocke 1     | Stahl    |             | b′      | 1922     |
| 4   | Stahlglocke 2     | Stahl    |             | des′′   | 1922     |
| 5   | Sterbeglocke      | Bronze   |             | as′′    | 1923     |